# Di tích lịch sử của cố đô Kyoto
Di tích lịch sử của cố đô Kyoto (Kyoto, Uji và Otsu) là tên gọi quần thể gồm 17 địa điểm nằm tại Kyoto và các địa điểm lân cận tại Uji thuộc tỉnh Kyōto, Ōtsu thuộc tỉnh Shiga. Trong số các địa điểm này thì 13 trong số đó là các đền thờ Phật giáo, 3 đền thờ Thần đạo, và 1 lâu đài. Tài sản gồm 38 tòa nhà được Chính phủ Nhật Bản được chỉ định là Báu vật Quốc gia, 160 tài sản được chỉ định là Tài sản Văn hóa Quan trọng, 8 khu vườn được chỉ định là Danh thắng đặc biệt. Quần thể được UNESCO công nhận là Di sản thế giới vào năm 1994.
Kyoto có một số lượng đáng kể các tòa nhà lịch sử, và có sự tập trung lớn nhất của các công trình văn hóa được xếp hạng ở Nhật Bản. Mặc dù bị tàn phá bởi các cuộc chiến tranh, hỏa hoạn và động đất trong suốt 11 thế kỷ của nó như là kinh đô, Kyoto đã qua khỏi phần lớn sự hủy diệt và nguy hiểm trong Thế chiến thứ hai. Nó đã được cứu khỏi những trận bom cháy ném xuống các thành phố lớn ở Nhật Bản và sau đó từng đưa vào mục tiêu chính của thử nghiệm bom nguyên tử. Sau đó nó bị loại khỏi danh sách mục tiêu bom nguyên tử bởi sự can thiệp cá nhân của Bộ trưởng Chiến tranh Henry L. Stimson, vì Stimson muốn cứu trung tâm văn hóa mà ông biết này khi ông đã từng có tuần trăng mật và sau đó là những chuyến thăm ngoại giao tới đây. Kết quả là Nagasaki sau đó được thêm làm mục tiêu.
Di sản thế giới bao gồm 17 công trình được xây dựng từ thế kỷ 10 cho đến 19 và từng là đại diện cho kiến trúc thời kỳ mà nó xây dựng. Tầm quan trọng của nó đã đượcUNESCO đưa vào danh sách.

## Danh sách
Danh sách dưới đây liệt kê thông tin về 17 công trình nằm trong Danh sách Di sản thế giới:
Tên: Bằng tiếng Anh và tiếng Nhật
Thể loại: Mục đích của địa điểm. Danh sách bao gồm 13 Đền thờ Phật giáo ("-ji"), 3 đền thờ Thần đạo ("-jinja"), và 1 lâu đài ("-jo").
Thời kỳ: Khoảng thời gian có ý nghĩa quan trọng, thường là năm xây dựng, tu sửa
Vị trí: Vị trí của địa điểm và tọa độ địa lý
Mô tả: Mô tả ngắn gọn về địa điểm
| Tên                                                                          | Hình ảnh                  | Thể loại                                            | Thời kỳ                             | Vị trí                                                                    | Mô tả |
| ---------------------------------------------------------------------------- | ------------------------- | --------------------------------------------------- | ----------------------------------- | ------------------------------------------------------------------------- | --- |
| Đền thờ Kamowakeikazuchi (賀茂別雷神社) a.k.a. Đền thờ Kamigamo (上賀茂神社) | CAPTION                   | Đền thờ Thần đạo                                    | Thế kỷ 7 - Thời kỳ Heian sớm        | Kita-ku, Kyoto, 35°03′37″B 135°45′10″Đ / 35,06028°B 135,75278°Đ           | Một trong những đền thờ Thần đạo (Shinto) lâu đời nhất ở Nhật Bản, một trong hai Đền thờ Kamo, đền thờ truyền thống Kamo ở Kyoto. Kamo-jinja phục vụ như là một đền thờ bảo vệ Kyoto khỏi những điều xấu. Đền thờ được dành riêng cho sự tôn kính của Kamo Wake-ikazuchi, kami sấm sét. |
| Đền thờ Kamomioya (賀茂御祖神社) a.k.a. Đền thờ Shimogamo (下鴨神社)         | CAPTION                   | Đền thờ Thần đạo                                    | Thế kỷ 6 - Thời kỳ Heian sớm        | Sakyō-ku, Kyoto, 35°02′20″B 135°46′21″Đ / 35,03889°B 135,7725°Đ           | Là đền thờ thứ hai trong số hai đền thờ Kamo, đây là đền thờ truyền thống Kamo ở Kyoto, phục vụ chức năng bảo vệ Kyoto khỏi những điều xấu. Ngôi đền được dành riêng cho sự tôn kính của Tamayori-hime (玉 依 姫; thần ánh sáng) và Kamo Taketsunomi (賀 茂 建 角 身). |
| Kyōōgokoku-ji (教王護国寺) a.k.a. Tō-ji (東寺)                               | CAPTION                   | Đền thờ Phật giáo (Shingon)                         | Thế kỷ 8 - Thời kỳ Heian            | Sakyō-ku, Kyoto, 34°58′51,48″B 135°44′48,02″Đ / 34,96667°B 135,73333°Đ    | Một ngôi chùa Phật giáo của giáo phái Shingon, nó đã từng cùng với chùa Sai-ji đứng bên cạnh Rashomon là cổng vào thủ đô Heian. Nó được chính thức gọi là Kyō-ō-gokoku-ji (教王護国寺), chỉ ra rằng nó trước đây hoạt động như một ngôi đền bảo vệ đất nước. Ngôi đền có niên đại từ 796, hai năm sau khi thủ đô chuyển đến Heian-kyō. Cùng với chùa Sai-ji, và đền Shingon-in (nằm trong Cung điện Heian), nó là một trong ba ngôi đền Phật giáo ở thủ đô vào thời điểm đó, và là duy nhất còn tồn tại trong số các ngôi chùa.                                                                                                   |
| Kiyomizu-dera (清水寺)                                                       | Kiyomizudera              | Đền thờ Phật giáo (Independent)                     | Thế kỷ 8 - Thời kỳ Heian            | Higashiyama-ku, Kyoto 34°59′42″B 135°47′6″Đ / 34,995°B 135,785°Đ          | Được hoàn thành vào năm 780, Kiyomizu-dera đã trở thành một ngôi đền Hoàng gia vào năm 805. Nó đã bị đốt cháy và được xây dựng lại tổng cộng 9 lần, và hầu hết các cấu trúc hiện tại có niên đại từ những năm 1630. Sảnh chính (Hondo) được xây dựng trên một sườn đồi, được hỗ trợ bởi các cột gỗ lớn nhô ra sườn đồi. Hondo được xếp hạng là một Báu vật Quốc gia Nhật Bản; còn quẩn thể chùa cũng là nơi có 18 Tài sản Văn hóa Quan trọng của Nhật Bản. |
| Enryaku-ji (延暦寺)                                                          | Enryakuji                 | Đền thờ Phật giáo (Tendai)                          | Thế kỷ 8 - Thời kỳ Heian            | Ōtsu, Shiga 35°4′13,62″B 135°50′27,33″Đ / 35,06667°B 135,83333°Đ          | Ngôi đền được thành lập năm 788 bởi Tối Trừng, người đã giới thiệu giáo phái Tendai của Phật giáo Đại thừa đến Nhật Bản từ Trung Quốc. Ở đỉnh cao của nó vào thế kỷ thứ 10, Enryaku-ji là một khu phức hợp khổng lồ với khoảng 3.000 ngôi chùa với một đội quân hùng mạnh. Lãnh chúa Oda Nobunaga đã kết thúc phiến quân này vào năm 1571 bằng cách tấn công Enryaku-ji, san bằng các tòa nhà và giết hại các nhà sư. Các cấu trúc hiện tại có niên đại từ cuối thế kỷ 16 đến đầu thế kỷ 17 và phản ánh chi tiết thời kỳ Edo, nhưng tòa nhà chính Konponchudo thì được xây dựng trước đó từ năm 887, là một một Báu vật Quốc gia. |
| Daigo-ji (醍醐寺)                                                            | Daigo-ji                  | Đền thờ Phật giáo (Shingon)                         | Thế kỷ 9 - Thời kỳ Heian            | Fushimi-ku, Kyoto, 34°57′3,57″B 135°49′10,51″Đ / 34,95°B 135,81667°Đ      | Daigo-ji bao gồm hai khu vực chính: phần trên đỉnh núi Daigo và phần thấp hơn trên sườn phía tây. Sáu trong số các cấu trúc, bao gồm sảnh chính (Kondō) và chùa Gojūnotō năm tầng của nó hoàn thành năm 952 đều là các Báu vật Quốc gia. Ngôi đền sở hữu 12 Báu vật Quốc gia được xếp hạng khác, và ngôi đền nắm giữ hàng chục Tài sản Văn hóa Quan trọng. Vườn Sanbō-in Teien, được xây dựng lại bởi Toyotomi Hideyoshi năm 1598, là một Danh thắng đặc biệt. |
| Ninna-ji (仁和寺)                                                            | Ninna-ji                  | Đền thờ Phật giáo (Shingon)                         | Thế kỷ 9 - Thời kỳ Heian            | Ukyō-ku, Kyoto, 35°1′51,63″B 135°42′49,58″Đ / 35,01667°B 135,7°Đ          | Việc xây dựng Ninna-ji đã được Thiên hoàng Kōkō bắt đầu vào năm 886, và được Thiên hoàng Uda hoàn thành vào năm 888, và trở thành một linh mục Phật giáo và sống tại đó sau khi ông thoái vị năm 897. Từ đó cho đến khi cải cách Minh Trị, linh mục của đền thờ luôn luôn kế thừa. Ngôi đền đã bị phá hủy trong Chiến tranh Ōnin năm 1467, và các tòa nhà hiện tại có từ thời kỳ tái thiết vào năm 1641-1644. Sảnh Kondō (được gọi là "Sảnh Vàng") đã được chuyển đến đây từ Cung điện Hoàng gia và là một Báu vật Quốc gia. |
| Byōdō-in (平等院)                                                            | Sảnh Phượng Hoàng Byodoin | Đền thờ Phật giáo (do Jōdo shū và Tendai tổ chức)   | Thế kỷ 11 - Thời kỳ Heian           | Uji, Kyoto, 34°53′21,45″B 135°48′27,69″Đ / 34,88333°B 135,8°Đ             | Ban đầu, đây là một biệt thự quý tộc ở thị trấn Uji gần đó, sau đó Byōdō-in đã trở thành một ngôi chùa Phật giáo vào năm 1052. Sảnh chính (Amida-dō, thường được gọi là Hōō-dō, hoặc "Sảnh Phượng Hoàng") là tòa nhà nguyên thủy duy nhất còn lại, những kết cấu khác đều bị thiêu rụi trong cuộc nội chiến vào năm 1331. Sảnh Phượng Hoàng và khu vườn gần đó của nó chịu ảnh hưởng của Trung Quốc, được dự định để đại diện cho Saiko-Gokurado-Jōdo (Thiên đường đất tịnh độ ở phương Tây). |
| Đền thờ Ujigami (宇治上神社)                                                 | Ujigami-jinja             | Đền thờ Thần đạo                                    | Thế kỷ 11 - Thời kỳ Heian           | Uji, Kyoto, 34°53′31″B 135°48′41″Đ / 34,89194°B 135,81139°Đ               | Đền thờ người bảo hộ cho Byōdō, và tiếp giáp với đền Uji, Đền thờ Ujigami ban đầu được xây dựng vào khoảng năm 1060, biến nó trở thành ngôi đền Thần đạo lâu đời nhất ở Nhật Bản. Đây là ví dụ cổ xưa nhất của phong cách kiến trúc đền thờ nagare-zukuri ở Nhật Bản, nơi ba cấu trúc ngôi đền được xây dựng bên trong kề sát nhau, với cấu trúc ở giữa lớn hơn so với hai cấu trúc ở bên trái và phải. |
| Kōzan-ji (高山寺)                                                            | Kozan-ji                  | Đền thờ Phật giáo (Shingon)                         | Thế kỷ 13 - Thời kỳ Kamakura        | Ukyō-ku, Kyoto, 35°3′36,39″B 135°40′42,85″Đ / 35,05°B 135,66667°Đ         | Nằm ở vùng núi phía tây bắc của thành phố Kyoto, Kōzan-ji nằm ở một vị trí lý tưởng cho việc tu khổ trên núi. Một số báo cáo ghi chép rằng đền thờ được thành lập năm 774, nhưng chỉ xác minh được từ năm 1206; ngôi đền đã bị phá hủy nhiều lần bởi lửa và chiến tranh. Tòa nhà tồn tại lâu đời nhất là Sekisui-in (石水院), có niên đại từ thời kỳ Kamakura (1185–1333), trong khi những công trình khác được xây dựng lại vào năm 1634. |
| Saihō-ji (西芳寺) a.k.a. "Đền thờ Moss" (苔寺 Koke-dera)                     | Saihō-ji                  | Đền thờ Phật giáo (Rinzai Zen)                      | Thế kỷ 8 - Thời kỳ Heian            | Nishikyō-ku, Kyoto, 34°59′31,06″B 135°40′59,93″Đ / 34,98333°B 135,66667°Đ | Ngôi đền được xây dựng chủ yếu để tôn vinh Phật A-di-đà, và nổi tiếng với khu vườn rêu của nó. Hơn 120 loại rêu có mặt trong khu vườn hai tầng, giống như một tấm thảm xanh tuyệt đẹp với nhiều sắc thái tinh tế. Saihō-ji đã bị phá hủy bởi một trận hỏa hoạn trong Chiến tranh Ōnin và hai lần bị tàn phá bởi lũ lụt trong thời kỳ Edo, nhưng kể từ đó nó đã được xây dựng lại. |
| Rokuon-ji\|鹿苑寺\| a.k.a. Chùa Vàng (金閣寺 Kinkaku-ji)                     | Kinkaku-ji                | Đền thờ Phật giáo (Rinzai Zen)                      | Thế kỷ 15 - Thời kỳ Muromachi       | Kita-ku, Kyoto, 35°2′21,85″B 135°43′45,71″Đ / 35,03333°B 135,71667°Đ      | Ban đầu được xây dựng trong thời kỳ Kamakura, Rokuon-ji đã trở thành một ngôi chùa Phật giáo vào năm 1422. Nó được biết đến đặc biệt với Kinkakuji (hoặc "Kim Các Tự"), là một cấu trúc 3 tầng với tầng thứ hai và ba hoàn toàn được mạ vàng, trong cái gọi là "văn hóa Kitayama" của thời kỳ này. Tòa nhà đã bị đốt cháy thành tro vào năm 1950 bởi một nhà sư và xây dựng lại năm 1955. Ngôi đền này cũng được biết đến với những khu vườn và ao tuyệt đẹp, được thiết kế để kết hợp với núi Kinugasayama tạo thành một khung cảnh vô cùng ấn tượng.                                                                            |
| Ryōan-ji (竜安寺、龍安寺 Đền thờ của Rồng Hòa bình)                          | Ryōan-ji                  | Đền thờ Phật giáo (Rinzai Zen của trường Myōshinji) | Thế kỷ 15 - Thời kỳ Muromachi       | Ukyō-ku, Kyoto, 35°2′4,18″B 135°43′5,71″Đ / 35,03333°B 135,71667°Đ        | Khu vườn của Ryōan-ji được xem là một trong những ví dụ tốt nhất về kare-sansui ("cảnh quan khô"), một kiểu thiết kế sân vườn đặc trưng với các khối đá lớn đặc biệt được sắp xếp giữa một vệt sỏi. Ban đầu là một biệt thự quý tộc quốc gia, Ryoan-ji đã trở thành một ngôi chùa Thiền tông vào năm 1450. Khi các tòa nhà của nó bị ngọn lửa phá hủy năm 1797, Hojo của Seigen-in được xây dựng năm 1606, được chuyển đến Ryoan-ji và trở thành hội trường chính của đền thờ. |
| Nishi Hongan-ji (西本願寺)                                                   | Nishi Hongan-ji           | Đền thờ Phật giáo (Jodo Shinshu)                    | Thế kỷ 16 - Thời kỳ Azuchi-Momoyama | Shimogyō-ku, Kyoto, 34°59′31,37″B 135°45′5,81″Đ / 34,98333°B 135,75°Đ     | Một trong hai khu phức hợp đền thờ ở trung tâm Kyoto, Nishi Hongan-ji là ngôi đền đầu của tông phái Tịnh độ chân tông của Phật giáo Tịnh độ tông. Ban đầu được thành lập tại khu Higashiyama của Kyoto vào thế kỷ 13, Hongwan-ji đã được chuyển đến một địa điểm mới và cuối cùng di dời vào năm 1591 đến địa điểm hiện tại khi Toyotomi Hideyoshi hiến tặng đất để xây dựng ngôi đền. Cánh cổng của nó được gọi là Karamon (唐門) được chỉ định là một Báu vật Quốc gia của Nhật Bản. |
| Thành Nijo (二条城 Nijō-jō)                                                  | Nijō Castle               | Lâu đài                                             | Thế kỷ 17 - Thời kỳ Edo             | Nakagyō-ku, Kyoto, 35°0′50,96″B 135°44′51″Đ / 35°B 135,7475°Đ             | Lâu đài Nijō được Shogun Tokugawa Ieyasu xây dựng vào năm 1601 và được hoàn thành dưới thời trị vì của Tokugawa Iemitsu năm 1626. Khu phức hợp được trang trí lộng lẫy phục vụ như là nơi cư trú và hội trường Kyoto cho Shogun gia tộc Tokugawa cho đến năm 1867, khi shogun cuối cùng là Tokugawa Yoshinobu sử dụng như là Cung điện Hoàng gia trước khi tuyên bố sự kết thúc của Shogun và trả lại thẩm quyền cho Tòa án Hoàng gia. Lâu đài đã trở thành một cung điện tách rời khỏi Hoàng gia cho đến khi nó được tặng lại cho thành phố Kyoto vào năm 1939.                                                                  |

Hiện Nhật Bản đang có kế hoạch đăng ký thêm một số kiến trúc khác vào danh sách quần thể di sản cổ đô Kyoto.

## Hình ảnh

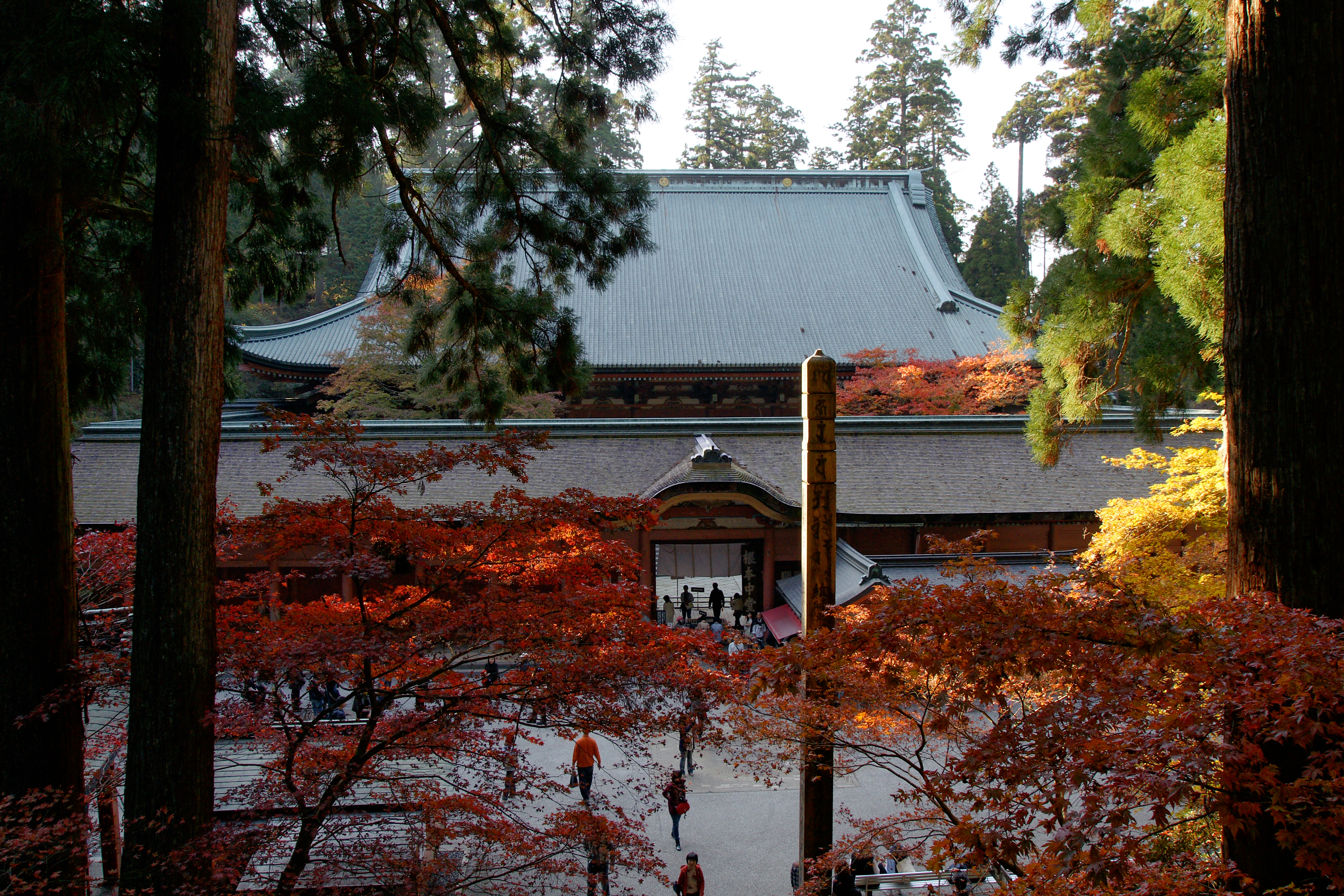
Chùa Enryaku
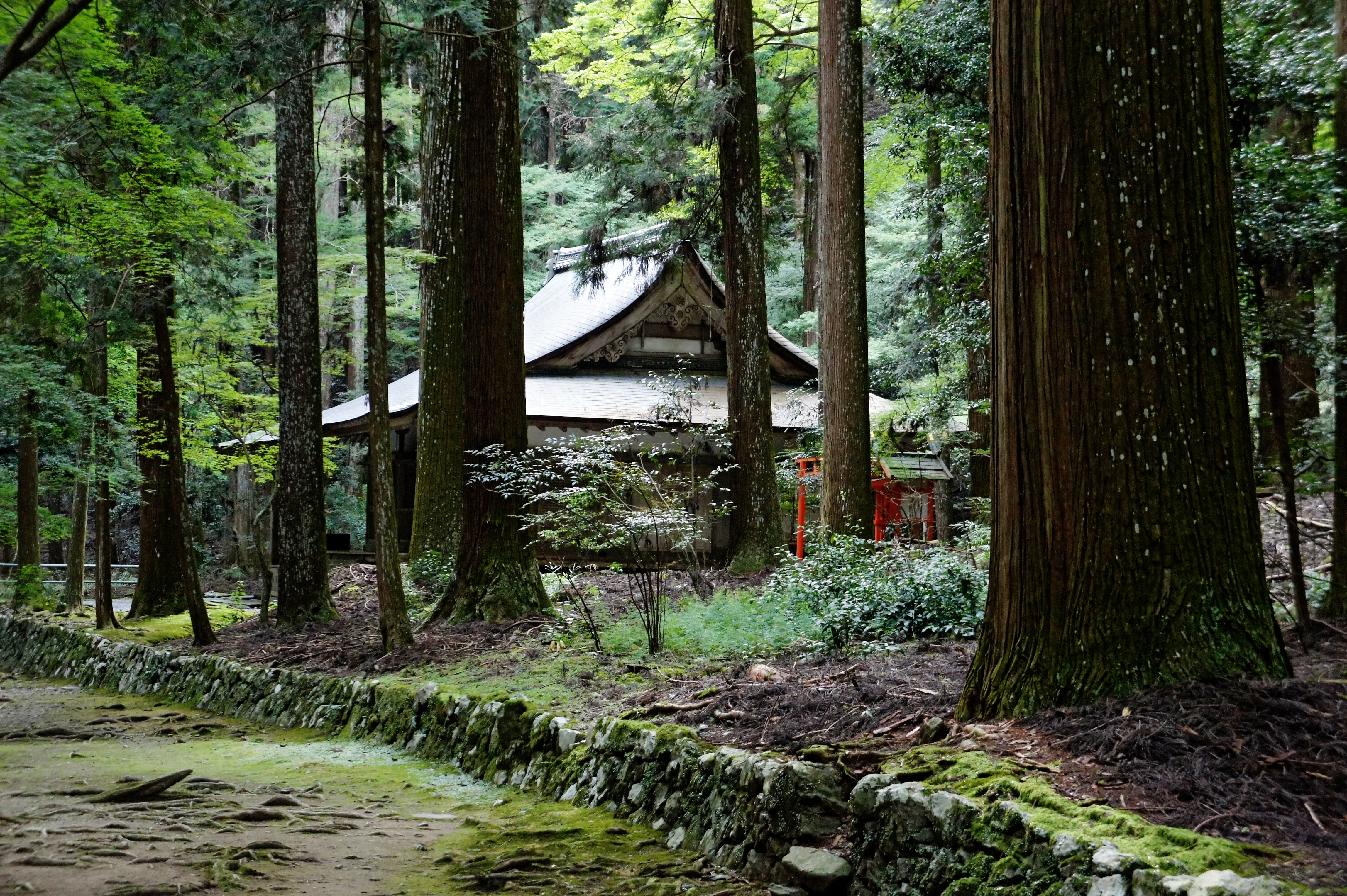
Chùa Kozan
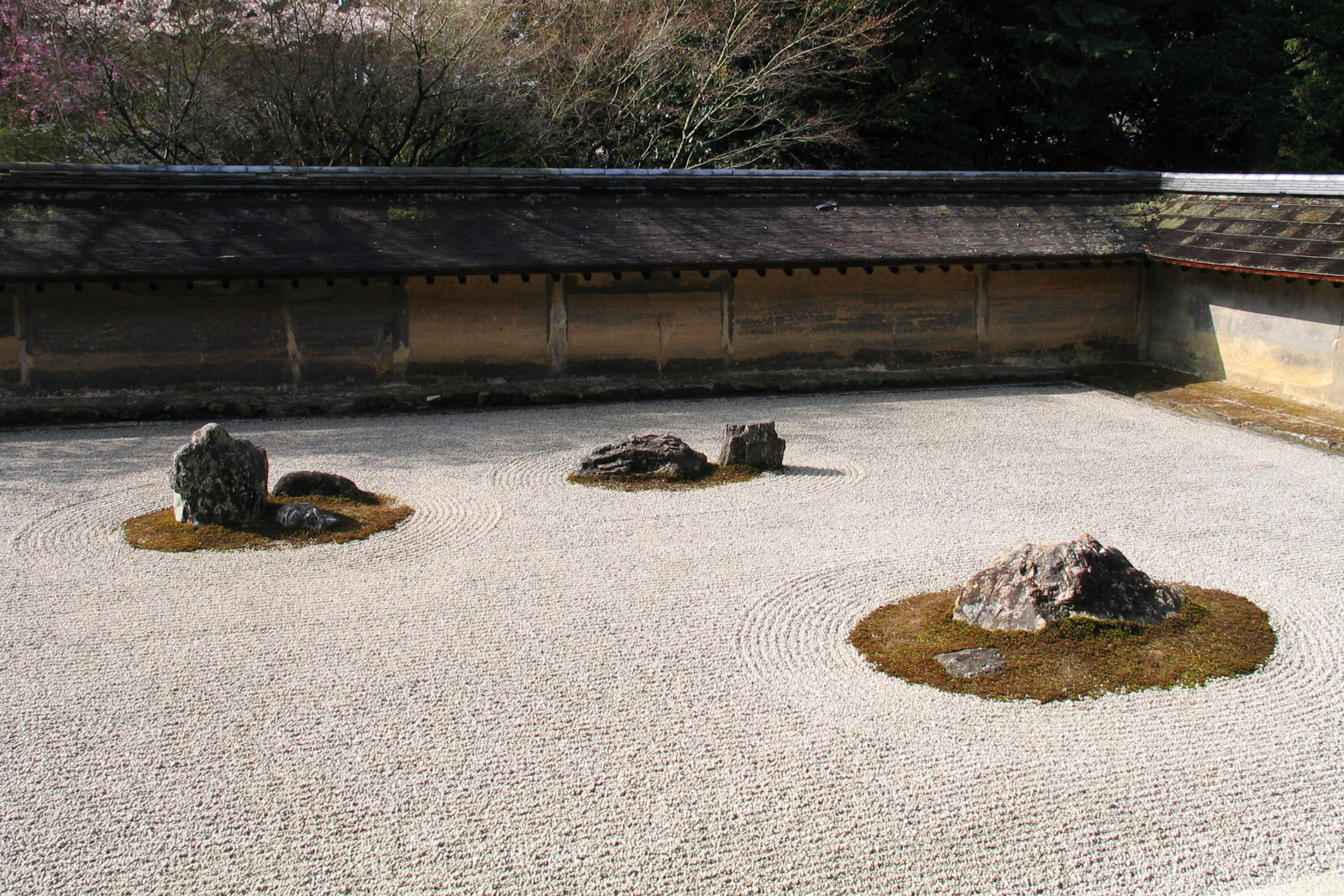
Chùa Ryoan
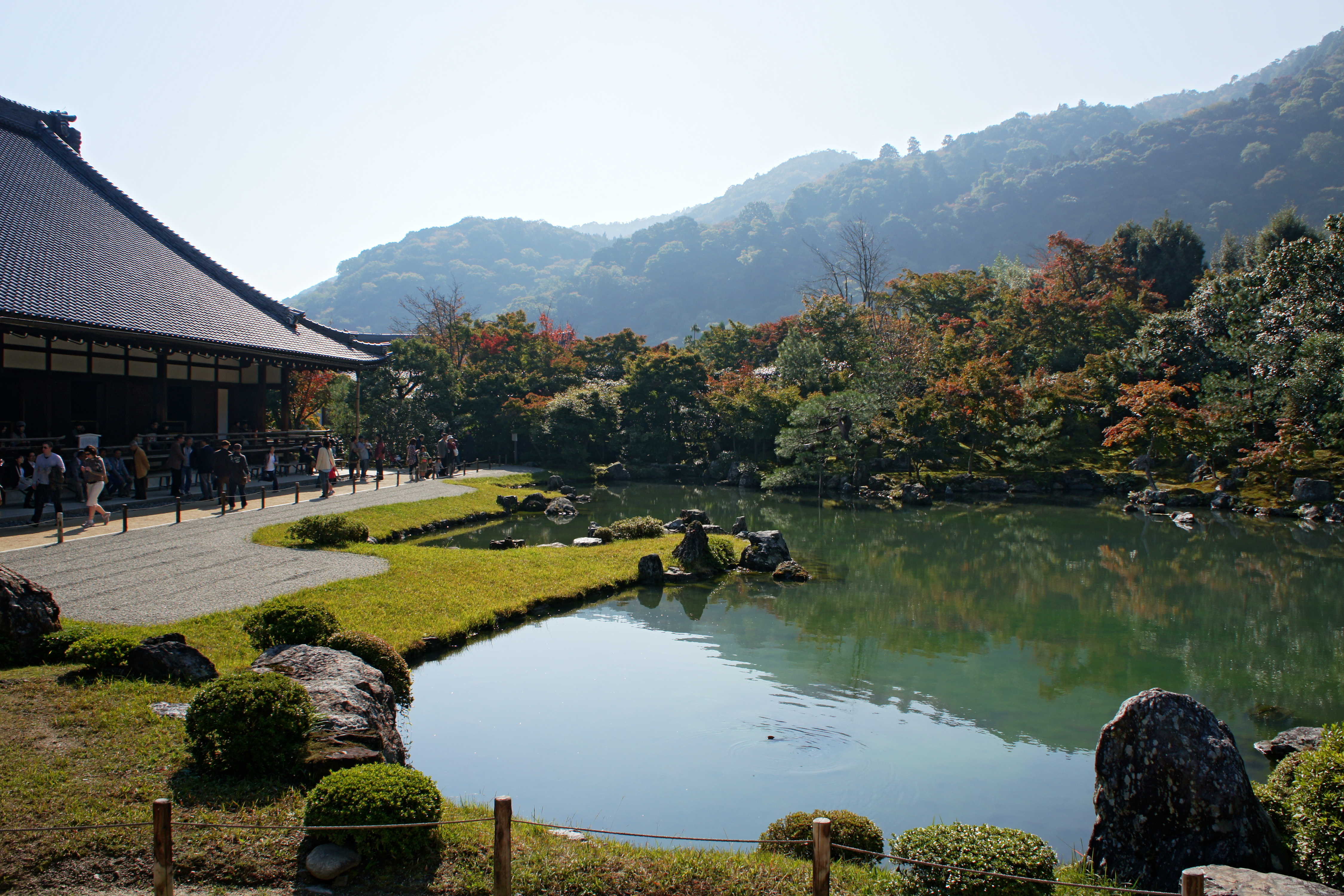
Chùa Tenryu